# 臺北市政府消防局防災科學教育館
臺北市政府消防局防災科學教育館位於臺灣臺北市內湖區，為臺灣第一座防災科學教育館，隸屬臺北市政府消防局。

## 概述
臺北市政府消防局在1995年改制成立後，對於容易在臺北造成的災害加以研究，於1998年成立了防災科學教育館。館內設計讓參觀者了解各項災害的歷史及特性，並模擬災害發生之狀況，供參觀者實際體驗，以增加防火、防洪、防震、防颱等相關知識，以提昇災害的應變能力。

## 外部連結
- 台北市政府消防局防災科學教育館 （页面存档备份，存于）